# Pyrausta subinquinalis
Pyrausta subinquinalis là một loài bướm đêm trong họ Crambidae.